# Закарлюка Євдокія Йосипівна
Євдокі́я Йо́сипівна Закарлю́ка (нар. 1926?, село Ней-Монталь, тепер село Переможне Токмацького району Запорізької області — ?) — українська радянська діячка, новатор сільськогосподарського виробництва, тракторист Богданівської МТС Чернігівського району Запорізької області. Депутат Верховної Ради УРСР 4-го скликання.

## Біографія
Народилася в багатодітній селянській родині. Закінчила семирічну сільську школу. Навчалася на курсах трактористів при Богданівській машинно-тракторній станції (МТС) Чернігівського району Запорізької області.
З 1946 року — тракторист Богданівської МТС Чернігівського району Запорізької області. У 1953 році закінчила курси водіїв гусеничних тракторів.

## Нагороди
- ордени
- медалі